# Alex Luna (piłkarz)
Alex Nahuel Luna (ur. 31 marca 2004 w Rafaeli) – argentyński piłkarz występujący na pozycji cofniętego napastnika, od 2024 roku zawodnik Independiente.